# Pheidole nana
Pheidole nana  (лат.) — вид муравьёв рода Pheidole из подсемейства Myrmicinae (Formicidae). Южная Америка: Бразилия. Мелкие муравьи (1—2 мм) желтовато-коричневого цвета (мелкие особи светлее). Промезонотум выпуклый и гладкий. Проподеальные шипы заднегрудки тонкие и длинные. Стебелёк между грудкой и брюшком состоит из двух члеников: петиолюса и постпетиолюса (последний четко отделен от брюшка). Постпетиоль с колоколообразным узелком. Усики рабочих 12-члениковые с 3-члениковой булавой. 
Сходен с такими видами группы Pheidole flavens, как Pheidole borgmeieri, Pheidole glomericeps. Таксон был впервые описан в 1894 году итальянским мирмекологом Карло Эмери, который дал название виду (nana) по причине его мелкого размера.